# Jairus Kipchoge
Jairus Kipchoge Birech (ur. 14 grudnia 1992) – kenijski lekkoatleta, długodystansowiec.

## Osiągnięcia
| Rok  | Impreza                     | Miejsce   | Konkurencja                   | Pozycja    | Wynik   |
| ---- | --------------------------- | --------- | ----------------------------- | ---------- | ------- |
| 2011 | Mistrzostwa Afryki juniorów | Gaborone  | bieg na 3000 m z przeszkodami | 2. miejsce | 8:28,08 |
| 2011 | Igrzyska afrykańskie        | Maputo    | bieg na 3000 m z przeszkodami | 4. miejsce | 8:21,30 |
| 2014 | Igrzyska Wspólnoty Narodów  | Glasgow   | bieg na 3000 m z przeszkodami | 2. miejsce | 8:12,68 |
| 2014 | Mistrzostwa Afryki          | Marrakesz | bieg na 3000 m z przeszkodami | 1. miejsce | 8:34,79 |
| 2014 | Puchar interkontynentalny   | Marrakesz | bieg na 3000 m z przeszkodami | 1. miejsce | 8:13,18 |
| 2015 | Mistrzostwa świata          | Pekin     | bieg na 3000 m z przeszkodami | 4. miejsce | 8:12,62 |

## Rekordy życiowe
- bieg na 3000 metrów z przeszkodami – 7:58,41 (2014) 9. wynik w historii światowej lekkoatletyki